# Деодато, Руджеро
Рудже́ро Деода́то (итал. Ruggero Deodato; 7 мая 1939, Потенца — 29 декабря 2022, Рим) — итальянский актёр, кинорежиссёр, сценарист и продюсер. Самым знаменитым фильмом Деодато стал фильм ужасов «Ад каннибалов», снятый в псевдодокументальной манере и считающийся одним из самых жестоких фильмов в истории кинематографа.
Один из его фильмов — «Спасите „Конкорд“!» — демонстрировался в советском прокате.

## Биография
Родился 7 мая 1939 года в Потенце. После окончания школы уехал в Рим, где встретил сына знаменитого режиссёра Роберто Росселлини — Лоренцо, который пригласил его работать в качестве помощника режиссёра на нескольких картинах отца. 
В 1958—1967 годах Деодато работал с такими режиссёрами, как Антонио Маргерити, Риккардо Фреда и Джозеф Лоузи. С конца 1960-х годов Деодато стал продюсировать передачи и сериалы на телевидении. Первым фильмом Деодато можно считать «Урсус, ужас Киргизии» (1964), который он доснял после ухода Маргерити. 
С 1968 года он начинает снимать собственные фильмы — музыкальные комедии, приключения и др. В 1977 году выходит его первый фильм ужасов про каннибалов — Ultimo mondo cannibale (Jungle Holocaust), известный в России как «Ад каннибалов 3», а в 1979-м — прославивший его «Ад каннибалов» (Cannibal Holocaust). 
С 1990-х годов Деодато снова работает на телевидении, снимает фильмы и серии для местных телесериалов.
С 1968 года до середины 1970-х был женат на итальянской актрисе Сильвии Дионизио (род. 1951).
В 2007 году Деодато снялся в фильме «Хостел 2» в роли итальянца-каннибала.
Культурное влияние Деодато на своё творчество признают Оливер Стоун, Квентин Тарантино,  Николас Виндинг Рёфн  и Элай Рот.
29 декабря 2022 года режиссёр умер в Риме в возрасте 83 лет.

## Фильмография
| Год  | Фильм                                    | Оригинальное название               | Англоязычный вариант                                                            |
| ---- | ---------------------------------------- | ----------------------------------- | ------------------------------------------------------------------------------- |
| 1964 | «Урсус, ужас Киргизии»                   | Ursus il terrore dei Kirghisi       | Hercules, Prisoner of Evil / Terror of the Kirghiz                              |
| 1968 | «Феноменал и сокровище Тутанхамона»      | Fenomenal e il tesoro di Tutankamen | Phenomenal and the Treasure of Tutankamen                                       |
| 1968 | «Гунгала, обнажённая пантера»            | Gungala la pantera nuda             | Gungala, the Naked Panther                                                      |
| 1968 | «Женщины и берсальеры»                   | Donne, botte e bersaglieri          | Man Only Cries for Love                                                         |
| 1968 | «Каникулы на Коста-Смеральда»            | Vacanze sulla Costa Smeralda        | Vacation on the Esmeralda Coast                                                 |
| 1969 | «Во имя отца»                            | I Quattro del pater noster          | In the Name of the Father                                                       |
| 1969 | «Зенабель»                               | Zenabel                             | Zenabel                                                                         |
| 1975 | «Волна желания»                          | Una Ondata di piacere               | A Wave of Pleasure                                                              |
| 1976 | «Живи как полицейский, умри как мужчина» | Uomini si nasce poliziotti si muore | Live Like a Cop, Die Like a Man                                                 |
| 1977 | «Ад каннибалов 3»                        | Ultimo mondo cannibale              | Jungle Holocaust                                                                |
| 1978 | «Последний глоток воздуха»               | L’Ultimo sapore dell’aria           | Last Feelings                                                                   |
| 1979 | «Спасите „Конкорд“!»                     | Concorde Affaire '79                | The Concorde Affair                                                             |
| 1980 | «Ад каннибалов»                          | Cannibal Holocaust                  | Cannibal Holocaust                                                              |
| 1980 | «Дом на краю парка»                      | La Casa sperduta nel parco          | The House on the Edge of the Park                                               |
| 1983 | «Хищники Атлантиды»                      | I Predatori di Atlantide            | Atlantis / Atlantis Inferno The Atlantis Interceptors / The Raiders of Atlantis |
| 1985 | «Режь и беги»                            | Inferno in diretta                  | Cut and Run                                                                     |
| 1986 | «Отсчёт тел»                             | Camping del terrore                 | Body Count / The Eleventh Commandment                                           |
| 1987 | «Варвары»                                | I Barbari                           | The Barbarians                                                                  |
| 1988 | «Призрак смерти»                         | Un Delitto poco comune              | Off Balance / Phantom of Death                                                  |
| 1988 | «Звонок в преисподнюю»                   | Ragno gelido                        | Dial Help / Love Threat                                                         |
| 1989 | «Океан»                                  | Oceano                              | Ocean                                                                           |
| 1992 | «Мама, я могу это сделать»               | Mamma ci penso io                   | Mom I Can Do It                                                                 |
| 1999 | «Под небом Африки»                       | Sotto il cielo dell'Africa          | Thinking About Africa                                                           |